# Казарма 880-881 км
Казарма 880-881 км — населенный пункт в Устьянском районе Архангельской области.

## География
Находится в южной части Архангельской области на расстоянии приблизительно 2 км на запад от административного центра района поселка Октябрьский у железнодорожной линии Коноша-Котлас (остановочный пункт 880 км), прилегая с юго-запада к деревне Павлицево.

## История
Населенный пункт появился у разъезда (ныне остановочный пункт), открытого в 1942 году. До 2022 года входил в Октябрьское городское поселение до его упразднения.

## Население
Численность населения: 19 человек (русские 95 %) в 2002 году, 23 в 2010.